# Composto molecular

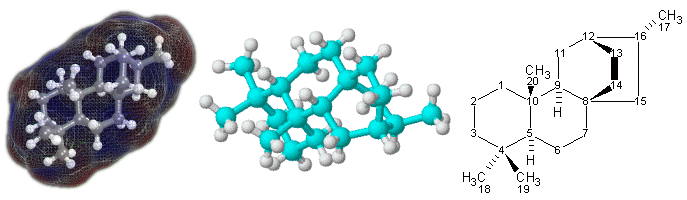
Representação 3D (esquerda e centro) e 2D (direita) de uma molécula chamada de Atisane.

Em química, compostos moleculares são aqueles compostos que apresentam ligações covalentes entre seus átomos (intramoleculares). Sua temperatura de ebulição é menor do que a do composto iônico, e não conduz corrente elétrica em nenhum estado físico.